# Arrondissement Compiègne
Arrondissement Compiègne (fr. Arrondissement de Compiègne) je správní územní jednotka ležící v departementu Oise a regionu Hauts-de-France ve Francii. Člení se dále na 5 kantonů a 156 obcí.

## Kantony
od roku 2015:
- Compiègne-1
- Compiègne-2
- Estrées-Saint-Denis (část)
- Noyon
- Thourotte

před rokem 2015:
- Attichy
- Compiègne-Nord
- Compiègne-Sud-Est
- Compiègne-Sud-Ouest
- Estrées-Saint-Denis
- Guiscard
- Lassigny
- Noyon
- Ressons-sur-Matz
- Ribécourt-Dreslincourt